# Hoa Trung

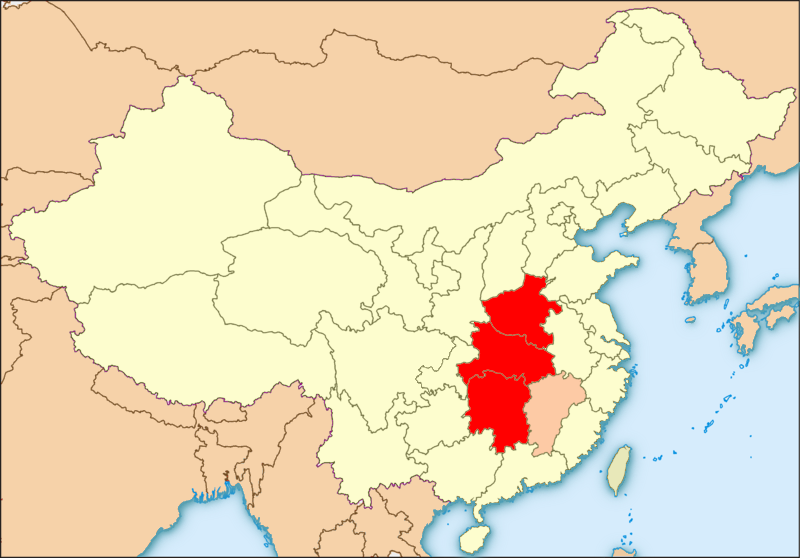
Vùng Hoa Trung.

Hoa Trung (giản thể: 华中; phồn thể: 華中; bính âm: Huázhōng) là từ chỉ miền Trung Trung Quốc. Đây là khu vực nằm giữa hai con sông Hoàng Hà và Dương Tử. Phía Bắc của khu vực này là vùng Hoa Bắc, phía Nam là vùng Hoa Nam, phía Đông là vùng Hoa Đông, phía Tây là Tứ Xuyên.